# 헤즈볼라
헤즈볼라(아랍어: حزب الله 히즈발라[*])는 레바논에 기반을 둔 시아파 무장정파이다. 정식 명칭은 레바논 이슬람 저항을 위한 신의 당(히즈발라 알모콰와마 알이슬라미야흐 피 루브난, Hizb Allah Al-moqawama Al-Islamiyah fi Lubnan)이다. 시아파이며 이란의 지원을 받고 있다. 헤즈볼라는 레바논 정치에서 중요한 역할을 하고 있으며, 레바논 정규군보다 강력한 무력을 소유한 것으로 알려져 있다. 서방 국가에서는 헤즈볼라의 행동에 대하여 비판이 끊이지 않고 있는데, 이는 그들이 국내적으로는 학교 설립 등의 공익 사업을 벌이면서도, 국제적인 테러와 무장 공격에 연루되어 왔기 때문이었다고 주장한다.
헤즈볼라는 1982년 이스라엘의 레바논 침공에 대한 대응으로 레바논 성직자들에 의해 설립되었다. 1979년 이란 혁명과 루홀라 호메이니 아야톨라의 이슬람 통치 모델에 영감을 받아 헤즈볼라는 이란과 강한 유대 관계를 맺었다. 이 단체는 처음에는 1,500명의 이슬람 혁명 수비대 (IRGC) 교관들의 지원을 받았는데, 이들은 헤즈볼라 지도부 아래 다양한 레바논 시아파 세력들을 통합하는 데 도움을 주었다. 헤즈볼라의 1985년 선언문은 주요 목표를 명시했는데, 여기에는 지역에서 서방의 영향력 축출, 이스라엘 파괴, 이란 최고 지도자에 대한 충성 맹세, 그리고 이란의 정치 이데올로기에 영향을 받은 이슬람 공화국 수립이 포함된다. 그러나 이 선언문은 또한 레바논의 자결권을 강조했다. 1980년대와 1990년대 내내 헤즈볼라는 이스라엘군과 남레바논군 (SLA)에 맞서 싸웠고, 결국 2000년 이스라엘이 레바논 남부에서 철수하게 되었다. 헤즈볼라는 또한 2006년 레바논 전쟁에서 중요한 역할을 했으며, 이후 시리아 내전에 개입하여 시리아 정부군과 함께 반군에 맞서 싸웠다.
2009년 헤즈볼라는 선언문을 업데이트하여 정치적 종파주의에 반대하고 비이슬람 운동에 호소하며 국민 통합 정부를 추진했다. 업데이트된 선언문은 외교 정책에 대해 동일한 기본 접근 방식을 취하며, 미국의 패권 전략과 지역 식민지화를 위한 전진 기지로서 이스라엘의 역할을 강조한다.
1990년대 이후 헤즈볼라는 레바논에서 중요한 정치 세력으로 성장했다. 이 단체는 학교와 병원을 포함한 광범위한 사회 서비스 네트워크를 운영하며, 위성 TV 방송국 알마나르를 운영한다. 정치적으로 헤즈볼라의 저항에 대한 충성 블록은 레바논 의회에서 15석을 차지하며 레바논 정부의 강력한 행위자가 되었다. 그러나 이 단체의 영향력은 국내 비판을 증가시켰다. 2020년 베이루트 항구 폭발 이후 헤즈볼라는 책임자들에게 책임을 묻는 노력을 방해했다는 비난을 받으며 대중의 신뢰 하락에 기여했다. 2024년 아랍 바로미터(Arab Barometer) 조사에 따르면 레바논인 55%는 헤즈볼라를 "전혀 신뢰하지 않는다"고 답했지만, 시아파 인구 사이에서는 여전히 인기가 있다.
유엔 안전 보장 이사회 결의에 따른 무장 해제 요구에도 불구하고 헤즈볼라는 군사력을 확장했다. 현재 그들의 무장 조직은 레바논군보다 더 강력하다고 평가되며, 세계에서 가장 강력한 비국가 행위자 중 하나가 되었다. 헤즈볼라 지도자 하산 나스랄라는 2021년 이 단체에 10만 명의 전투원이 있다고 선언했다. 헤즈볼라는 여러 고위급 공격에 연루되어 있다. 1983년 미국 대사관 폭탄 테러와 미국 및 프랑스 병영 폭탄 테러, 2005년 라피크 하리리 암살 사건, 그리고 이후의 폭탄 테러 및 납치 등 공격에 책임이 있는 것으로 여겨진다. 헤즈볼라는 일부 학자들에게 저항운동으로 간주되지만, 2020년 10월 기준으로 26개국 이상, 그리고 대부분의 서방 국가들이 이 단체 전체 또는 그 군사 조직만을 테러 조직으로 지정했다.
2023년 10월부터 헤즈볼라는 이스라엘과 전쟁 중이다. 이 전쟁 중 하산 나스랄라는 32년간의 지도자 생활 끝에 암살당했으며, 다른 주요 헤즈볼라 지도부 구성원들도 함께 사망했다. 이 분쟁은 이스라엘의 레바논 침공으로 이어졌고, 현재 휴전 상태이다.

## 역사
1982년 헤즈볼라는 무슬림 성직자들에 의해 구상되었고 이란의 자금 지원을 받아 주로 이스라엘의 레바논 침공에 맞서 싸웠다. 1982년과 1978년 이스라엘 침공은 레바논에 인도주의적 위기를 초래했다. 남부의 많은 마을이 파괴되었고 수많은 시아파 주민들이 집에서 쫓겨났다. 또한, 시아파는 오랫동안 레바논 정치에서 제대로 대표되지 못했다. 이 두 가지 요인은 지역 시아파 인구 사이에 불만을 조성하여 이들을 모집하기 좋은 환경을 만들었다. 헤즈볼라는 루홀라 호메이니의 지도 아래 지역 시아파 위원회에 의해 설립되었다. 그들의 군대는 이란 혁명 수비대의 1,500명 병력에 의해 훈련되고 조직되었는데, 이들은 시리아 정부의 허가를 받아 이란에서 도착했으며, 시리아 정부는 당시 레바논을 점령하고 있던 베카주의 기지로의 통과를 허용했다.
학자들은 헤즈볼라가 언제부터 독자적인 개체로 존재하게 되었는지에 대해 의견이 다르다. 여러 출처에서는 이 단체의 공식 창립을 1982년으로 일찍 잡고 있지만, 디아즈와 뉴먼은 헤즈볼라가 1985년까지 다양한 폭력적인 시아파 극단주의자들의 집합체로 남아 있었다고 주장한다. 또 다른 설은 1984년 이스라엘에 의해 살해된 남부 시아파 저항군의 지도자 셰이크 라게브 하르브의 지지자들에 의해 결성되었다는 것이다. 이름이 언제 공식적으로 사용되었든 상관없이, 이슬람 지하드, 지구의 억압받는 자들의 조직 및 혁명적 정의 조직과 같은 여러 시아파 단체들이 서서히 이 조직에 흡수되었다. 이러한 명칭들은 미국, 이스라엘 그리고 캐나다에서 헤즈볼라와 동의어로 간주된다.
로버트 피스크와 이스라엘군 시몬 샤피라(Shimon Shapira) 장군에 따르면 1982년 6월 8일, 이스라엘의 레바논 침공 이틀 후, 베이루트 남부 할데에서 50명의 시아파 무장단체가 이스라엘 방위군 기갑 부대를 기습하여 헤즈볼라 군사 조직의 창립 신화로 여겨진다. 이 전투에서 이스라엘군의 베이루트 진격을 6일 동안 지연시키면서 미래 헤즈볼라 군사 지도자 무스타파 바드레딘이 뛰어난 지휘관으로 이름을 알렸다. 샤피라에 따르면, 경무장한 시아파 전사들은 그날 이스라엘 기갑 차량을 탈취하여 동부 레바논 바알베크의 혁명 수비대 전진 기지에서 행진했다. 피스크는 다음과 같이 썼다:
할데에서는 놀라운 현상이 나타났다. 시아파 민병대원들은 이스라엘 포격 속으로 달려가 이스라엘 기갑 부대에 수류탄을 던졌고, 심지어 전차 6미터 이내로 접근하여 발포했다. 일부 시아파 전사들은 셔츠 조각을 찢어 머리에 순교의 띠처럼 둘렀는데, 이는 이란 혁명 수비대가 1년 전 수천 마일 동쪽의 이라크군에 대한 첫 대규모 공격을 감행할 때부터 하던 방식이었다. 그들이 한 이스라엘 기갑 차량에 불을 지르자, 무장대원들은 더 나아갈 용기를 얻었다. 우리 중 아무도 그날 밤 할데에서 벌어진 사건들의 결정적인 중요성을 깨닫지 못했을 것이다. 레바논 시아파는 순교의 원리를 배우고 그것을 실천하고 있었다. 우리는 이 남자들이 이런 머리띠를 착용한 것을 전에는 본 적이 없었다. 우리는 그것이 또 다른 민병대 허세라고 생각했지만 아니었다. 그것은 강한 진실의 요소를 담고 있는 전설의 시작이었다. 시아파는 이제 레바논의 저항 세력이었으며, 의심할 여지 없이 민족주의적이었지만 그들의 종교에 의해 영감을 받기도 했다. 신의 당, 아랍어로 헤즈볼라는 그날 밤 할데 해변에 있었다.

### 1980년대
헤즈볼라는 레바논 남부에서 기존의 아말 운동에 대한 경쟁자로 시아파 민병대 통합 과정에서 등장했다. 헤즈볼라는 레바논 내전에서 중요한 역할을 수행했으며, 1982~83년 미국군에 반대하고 1985~88년 난민촌 전쟁 동안 아말과 시리아에 반대했다. 그러나 헤즈볼라의 초기 주된 목표는 1982년 이스라엘 침공과 베이루트 포위 이후 남부 레바논의 이스라엘 점령을 종식시키는 것이었다. 레바논 시아파 주요 정치 단체인 아말은 유격전을 시작했다. 2006년 에후드 바라크 전 이스라엘 총리는 "우리가 레바논에 진입했을 때 ... 헤즈볼라는 없었다. 우리는 남부 시아파 주민들에게 향수 뿌린 쌀과 꽃으로 환영받았다. 헤즈볼라를 만든 것은 그곳에 있던 우리 존재였다"고 말했다.
헤즈볼라는 이스라엘 방위군 (IDF)과 레바논 외부의 이스라엘 목표물에 대해 자살 공격을 이용한 비대칭 전쟁을 벌였다. 헤즈볼라는 중동에서 자살 폭탄 테러, 암살, 외국 군인 납치, 그리고 살인 및 납치 전술을 사용한 최초의 이슬람 저항 단체 중 하나로 알려져 있다. 헤즈볼라는 또한 카튜샤 로켓과 다른 미사일과 같은 더 전통적인 군사 전술과 무기를 사용했다. 1990년 레바논 내전이 끝난 후, 타이프 협정이 "모든 레바논 및 비레바논 민병대의 해체"를 요구했음에도 불구하고, 당시 레바논을 통제하던 시리아는 헤즈볼라가 무기고를 유지하고 이스라엘 국경을 따라 시아파 지역을 통제하도록 허용했다.

### 1990년 이후
1990년대 헤즈볼라는 혁명 집단에서 정치 집단으로 변모했는데, 이는 헤즈볼라의 "레바논화"로 묘사되었다. 1980년대의 타협 없는 혁명적 태도와 달리, 헤즈볼라는 레바논 국가에 대해 유화적인 태도를 보였다.
1992년 헤즈볼라는 선거 참여를 결정했고, 이란 최고 지도자 알리 하메네이가 이를 지지했다. 헤즈볼라의 전 사무총장 숩히 알투파일리는 이 결정에 이의를 제기하여 헤즈볼라 내부에 분열이 일어났다. 헤즈볼라는 선거 목록에 있던 12석을 모두 획득했다. 그 해 말, 헤즈볼라는 레바논 기독교인들과 대화를 시작했다. 헤즈볼라는 레바논의 문화적, 정치적, 종교적 자유를 신성시하지만, 이스라엘과 관계를 맺은 집단에는 이러한 가치를 적용하지 않는다.
1997년 헤즈볼라는 이스라엘에 대한 국가적, 세속적 저항을 되살리려는 시도로 다종교적 레바논 이스라엘 점령 저항 여단을 결성하여 저항의 "레바논화"를 특징짓는다.

### 이슬람 지하드 조직 (IJO)
이슬람 지하드 조직 (IJO)이 헤즈볼라가 사용한 전쟁 가명인지 아니면 별개의 조직인지는 논쟁의 여지가 있다. 일부 출처에 따르면, IJO는 단순히 "전화 조직"으로 그 이름은 "관련된 사람들이 자신의 진짜 신원을 숨기기 위해 사용한 것"으로 확인되었다. 헤즈볼라는 이스라엘에 대한 공격에 "이슬람 저항군"(알 무카와마 알 이슬라미야)이라는 또 다른 이름도 사용한 것으로 알려졌다.:67
2003년 미국 법원 판결은 IJO가 헤즈볼라가 레바논, 중동 및 유럽 일부 지역에서 공격을 위해 사용한 이름이라고 판단했다. 미국, 이스라엘 및 캐나다는 "이슬람 지하드 조직", "지구의 억압받는 자들의 조직" 및 "혁명적 정의 조직"이라는 이름을 헤즈볼라와 동의어로 간주한다.

### 저항의 축
이 단체는 이란으로부터 상당한 재정적, 군사적 지원을 받는데, 이는 밀수 및 기타 수단을 통해 이루어지며, 중동에서 이스라엘과 서구의 영향력에 반대하는 동맹인 "저항의 축"의 선두 주자로 자리매김하고 있다. 2024년 이스라엘의 레바논 침공, 2024년 시리아 반군 공세, 아사드 정권의 붕괴, 그리고 저항의 축의 약화 이후, 헤즈볼라는 레바논 남부에서 군사 기반 시설의 대부분을 철수시키고 레바논군에 통제권을 넘겼다. 이 움직임은 헤즈볼라가 리타니강 북쪽으로 재배치되고 약 5,000명의 레바논군이 남부로 배치되도록 의무화하는 2024년 미국 중재 휴전 협정에 따른 것이다. 철수는 이스라엘-레바논 국경의 긴장을 완화하고 피난민들의 귀환을 촉진하는 것을 목표로 한다. 헤즈볼라는 중무기를 철수했지만, 남부 마을의 일부 전투원들은 경무기를 가지고 남아 있다. 국제 감시단이 휴전 조건 준수를 보장하기 위해 지속적으로 감시하고 있어 상황은 여전히 민감하다.

### 무장 해제
2025년 4월 16일, 레바논 조제프 아운 대통령은 2025년 말까지 레바논의 모든 무기가 국가 통제 하에 놓이기를 원한다고 발표했다. 그는 또한 헤즈볼라를 강제로 무장 해제하지 않고 스스로 무장 해제하도록 설득할 것이라고 덧붙였다. 그는 헤즈볼라 무장 세력을 레바논군 (LAF)에 통합할 수도 있다고 덧붙였다. 헤즈볼라 지도자 나임 카셈은 대통령의 발표에 대해 TV 연설에서 "우리는 누구도 무장 해제하는 것을 허용하지 않을 것"이라고 말하며 "우리의 무기는 저항의 중추이며, 우리 나라를 해방시킨 것"이라고 덧붙였다. 그는 또한 이스라엘 방위군이 레바논 영토에서 완전히 철수한 후에만 헤즈볼라의 무장 해제에 대해 논의할 의향이 있다고 밝혔다. 4월 21일, 팔레스타인 자치 정부 대통령 마흐무드 압바스와의 회담에서 조제프 아운은 팔레스타인 정부와 공식 협정을 체결하여 레바논 내 헤즈볼라 영토 내 모든 무장 팔레스타인 단체를 무장 해제할 것을 보장했다.
4월 30일, 레바논군은 레바논 남부에서 헤즈볼라의 군사 기반 시설 중 90% 이상을 해체했다고 발표했다. 2025년 5월 28일, 레바논군은 리타니강 근처 헤즈볼라의 거점에 진입하여 이스라엘 정보기관의 도움으로 평화적으로 무장 해제했다고 발표했다. 군은 또한 레바논 내 다른 무장 단체, 주로 밀집된 난민 수용소에서 활동하는 단체들을 무장 해제하기 위한 다단계 계획을 실행했다. 5월 29일, 레바논 정부는 남부에서 다른 민병대를 무장 해제하고 헤즈볼라의 무기 저장고와 군사 기지를 찾아 파괴하는 목표의 약 80%를 달성했다고 발표했다. 보도에 따르면, 헤즈볼라는 하리리 국제공항과 같은 여러 중요한 거점에 대한 통제권을 잃었다. 나임 카셈은 이에 대해 헤즈볼라가 "적응하고 생존하는 능력에 필수적인" 무기고와 지도자들에게 상당한 손실을 입었다고 밝혔다.

## 이데올로기

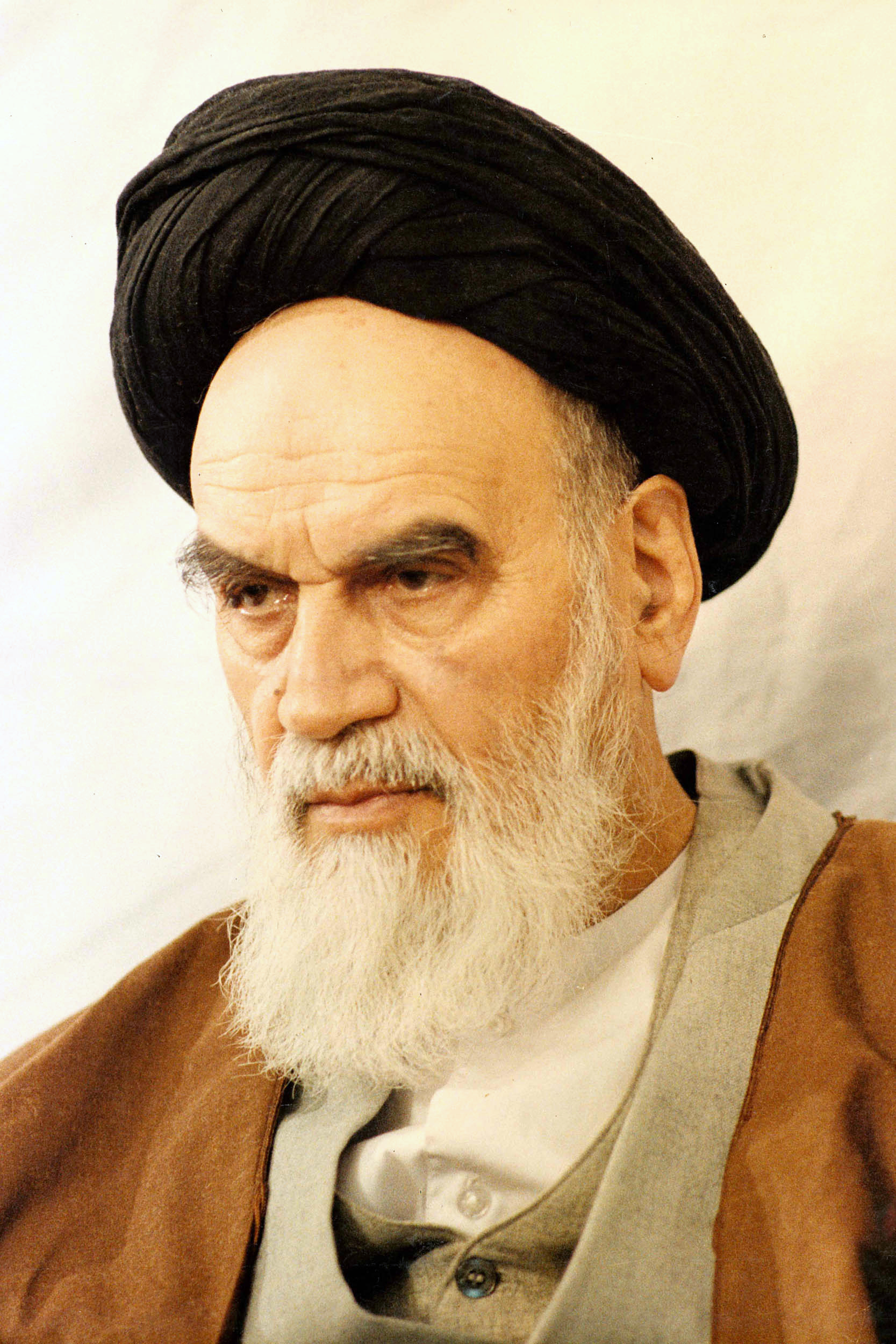
루홀라 호메이니 아야톨라

헤즈볼라의 이데올로기는 시아파 이슬람주의 급진주의로 요약된다. 헤즈볼라는 이란 지도자 루홀라 호메이니 아야톨라가 발전시킨 이슬람 시아파 신학을 따른다. 헤즈볼라는 주로 1980년대 초 호메이니 추종자들의 도움으로 이슬람 혁명을 확산시키기 위해 창설되었으며, 이란의 "이슬람 혁명" 지도자였던 호메이니가 발전시킨 독특한 형태의 이슬람 시아파 이데올로기(벨라야트 알 파키 또는 이슬람 법학자 수호)를 따른다. 헤즈볼라는 원래 레바논을 이슬람 공화국으로 바꾸는 것을 목표로 했지만, 이 목표는 더 포괄적인 접근 방식을 위해 포기되었다.
초기에 헤즈볼라는 저명한 수니파 이슬람주의자들의 사상에 영향을 받았다. 헤즈볼라 자체의 수사는 특히 시아파라기보다는 일반적으로 이슬람주의적이었다. 헤즈볼라의 수니파-시아파 분열에 대한 입장은 신학적 차이에 연연하기보다 수니파와 시아파가 협력하여 아랍 영토의 이스라엘 점령에 반대해야 한다는 것이었다. 무슬림 통합감을 유지하기 위해 헤즈볼라는 사우디아라비아에 대한 직접적인 비판을 피했다. 2007년 레바논의 살라피스트와의 분쟁 중에도 알마나르 TV 직원들은 "사우디아라비아에 대해 나쁘게 말하지 말라"는 지시를 받았다. 그러나 사우디아라비아 주도 연합군의 예멘 개입이 시작된 후 이러한 입장은 바뀌었다.
헤즈볼라는 사회보수주의로 묘사되어 왔다. 동성애와 성소수자 권리에 반대한다. 2023년 헤즈볼라 지도자 하산 나스랄라는 동성애자들을 살해해야 한다고 주장하며 LGBT 공동체가 "사회에 위협이 된다"고 말했다. 이 조직은 또한 여성들에게 전통적인 이슬람 베일, 특히 전신 차도르를 착용하도록 장려한다.
일부 학자들은 헤즈볼라가 좌익 정치 운동이 되었다고 본다. 정치학자 아니세 반 잉글랜드(Anisseh van Engeland)와 레이첼 루돌프(Rachael Rudolph)를 포함하여, 이마드 살라메이(Imad Salamey), 아말 사드-고라예브(Amal Saad-Ghorayeb), 그리고 아사드 아부할릴. 살라메이는 헤즈볼라를 "이슬람 선언문을 가진 혁명적 프롤레타리아 당"이라고 묘사했다. 페미니스트 주디스 버틀러는 헤즈볼라가 반제국주의를 표방하기 때문에 "세계 좌파"의 일부라고 논란이 되는 주장을 했다.
공산주의 작가 나흘라 차할은 헤즈볼라가 "해방 신학" 운동이라고 썼다.

### 1985년 선언문
1985년 2월 16일, 셰이크 이브라힘 알 아민은 헤즈볼라의 선언문을 발표했다. 그 안에 제시된 이데올로기는 급진적이라고 묘사되었다. 첫 번째 목표는 헤즈볼라가 미국과 이스라엘 제국주의, 즉 남부 레바논의 이스라엘 점령과 다른 영토에 대한 투쟁이라고 묘사한 것이었다. 두 번째 목표는 모든 무슬림을 "움마" 아래에 모으는 것이었는데, 그 아래에서 레바논은 1979년 이란 이란 혁명의 목표를 더욱 발전시킬 것이었다. 또한 이스라엘과 협력하는 공동체를 제외한 모든 레바논 공동체를 보호하고 전 세계의 모든 민족 운동—무슬림과 비무슬림 모두—을 지원할 것이라고 선언했다.
헤즈볼라의 1985년 원본 선언문에서 번역된 발췌문은 다음과 같다.
우리는 움마(무슬림 공동체)의 아들들이다 ...
... 우리는 이슬람이라는 견고한 교리적, 종교적 유대로 전 세계 무슬림과 연결된 움마이며, 이슬람의 메시지는 예언자의 인장인 무함마드 예언자에 의해 성취되기를 하나님께서 원하셨다. ... 우리의 문화는 신성한 쿠란과 순나 그리고 우리의 모방의 원천인 파키의 법적 판결에 기초한다 ...

### 2009년 선언문
2009년 11월 30일, 사무총장 하산 나스랄라는 헤즈볼라의 제7차 정치 회의에서 새로운 선언문을 발표했다. 서론 외에 이 32페이지 분량의 문서는 미국의 패권 전략과 세계화의 영향, 레바논에 대한 헤즈볼라의 접근 방식, 이스라엘에 대한 팔레스타인 저항에 대한 세 장으로 구성되어 있다. 학자 베네데타 베르티에 따르면, 이 선언문은 "재탄생" 문서로 자칭되지만, 과거와 마찬가지로 외교 정책에 대한 기본적인 접근 방식을 전달하며, 비이슬람 운동에도 더 "정치적으로 능숙하게" 호소한다. 여전히 이 선언문은 레바논 정치 제도에 대한 새로운 지지를 제공하며, 이를 통해 진전을 이루었다. 특히, 이 선언문은 정치적 "종파주의"에 반대하고, 국민 통합 정부를 이상화하며, 레바논군을 적으로 여기기보다는 종속적인 군사 조직으로 다룬다고 명시한다.

### 이스라엘과 시온주의에 대한 태도, 성명 및 행동
헤즈볼라 창설 초기부터 현재까지, 이스라엘 국가의 제거는 헤즈볼라의 주요 목표 중 하나였다. 헤즈볼라의 1985년 아랍어 선언문의 일부 번역본에는 "우리의 투쟁은 이 실체 [이스라엘]가 소멸될 때에야 끝날 것"이라고 명시되어 있다. 헤즈볼라의 부총장 나임 카셈에 따르면, 이스라엘과의 투쟁은 헤즈볼라의 핵심 신념이자 헤즈볼라 존재의 중심적인 이유이다.
헤즈볼라는 이스라엘에 대한 지속적인 적대 행위가 레바논에 대한 이스라엘의 작전에 대한 상호 보복이자 이스라엘의 레바논 영토 점령이라는 주장에 대한 보복으로 정당화된다고 말한다. 이스라엘은 2000년 레바논에서 철수했으며, 그들의 철수는 1978년 3월 19일 결의 425호에 따라 유엔에 의해 확인되었다. 그러나 레바논은 셰바팜스(1967년 전쟁에서 이스라엘이 시리아로부터 점령했으며 유엔은 이스라엘이 점령한 시리아 영토로 간주하는 26 km2 (10 mi2) 크기의 땅)를 레바논 영토로 간주한다. 마지막으로, 헤즈볼라는 이스라엘을 불법적인 국가로 간주한다. 이러한 이유로 그들은 자신들의 행동을 방어적 지하드 행위로 정당화한다.
그들이 셰바에서 떠난다고 해도, 우리는 싸움을 멈추지 않을 것이다. ... 우리의 목표는 팔레스타인의 1948년 국경을 해방하는 것이다, ... 이 해방 전쟁에서 살아남은 유대인들은 독일이나 그들이 온 곳으로 돌아갈 수 있다. 그러나 1948년 이전에 팔레스타인에 살았던 유대인들은 소수 민족으로 살도록 '허용될 것이며, 무슬림 다수 민족에 의해 돌봄을 받을 것'이다. 

### 유대인과 유대교에 대한 태도 및 행동
헤즈볼라 관계자들은 드물게 자신들이 "반시온주의"일 뿐 반유대주의는 아니라고 말했다. 그러나 학자들에 따르면, "이러한 말들은 면밀한 검토에 견디지 못한다". 다른 행동들 외에도 헤즈볼라는 홀로코스트 부정에 적극적으로 참여하고 반유대주의 음모론을 퍼뜨린다.
헤즈볼라 관계자들에게 다양한 반유대주의적 발언이 귀속되었다. 레바논 정치 분석가인 아말 사드-고라예브는 시온주의가 헤즈볼라의 반유대주의에 영향을 미쳤지만, "헤즈볼라의 유대인 증오가 정치적 동기보다 종교적 동기가 더 강하기 때문에 그것에 의존하지는 않는다"고 주장한다. 반유대주의 연구 전문가인 역사가 로버트 S. 위스트리히는 유대인에 대한 헤즈볼라의 이데올로기를 다음과 같이 묘사했다.
헤즈볼라 지도자들과 대변인들의 반유대주의는 겉보기에는 무적의 유대인 권력 ...과 교활함의 이미지와 약하고 비겁한 적들에게 보통 유보되는 경멸을 결합한다. 하마스의 성전 선전과 마찬가지로, 헤즈볼라의 선전은 유대인을 '인류의 적', 아랍인들을 노예로 만들려는 '사악한 계획'으로 가득 찬 '음모적이고, 완고하고, 거만한' 적이라고 끝없이 비난하는 것에 의존해 왔다. 이는 전통적인 이슬람 반유대주의와 서구 음모론, 제3세계 반시온주의, 그리고 유대인을 '의례적으로 불결하고' 부패한 불신자로 경멸하는 이란 시아파의 경멸을 융합한다. 셰이크 파들랄라는 일반적으로 ... 유대인이 이슬람과 아랍 문화적 정체성을 약화시키거나 없애고 그들의 경제적, 정치적 지배력을 진전시키기를 원한다고 주장한다.
상충되는 보도에 따르면, 헤즈볼라 소유 및 운영 TV 방송국인 알마나르는 이스라엘 또는 유대인이 중동 전역에 HIV 및 기타 질병을 고의로 퍼뜨렸다고 비난했다. 알마나르는 유대인 세계 지배 음모론을 묘사하는 TV 드라마 형태로 "반유대주의 선전"을 방영한 것으로 서방에서 비판받았다. 이 단체는 미국 분석가들로부터 홀로코스트 부정을 저질렀다는 비난을 받았다. 게다가 2006년 전쟁 중에는 이스라엘 아랍인(즉, 비유대인)을 살해한 것에 대해서만 사과했다.
2009년 11월, 유대인 전신 통신사에 따르면, 헤즈볼라는 서부 베이루트의 사립 영어 학교(익명을 요구했다)에 대해, 유대인 어린이 안네 프랑크가 나치 네덜란드 점령 기간 동안 가족과 함께 숨어 지낼 때 쓴 일기 책인 안네의 일기의 발췌문을 교육 과정에서 삭제하도록 압력을 가했다. 이는 헤즈볼라의 레바논 의회 의원 후세인 하지 하산이 헤즈볼라의 알마나르 TV 채널에서 인터뷰를 통해 학교가 "교과서 선택에 있어 판단력이 부족하다"고 비판하며, 레바논이 "시오니스트 교육 침략의 열린 경기장으로 얼마나 오래 남을 것인가"라고 물은 후였다.
더 뉴요커의 2024년 7월 22일자 기사에서, 덱스터 필킨스는 이스라엘과 헤즈볼라 간의 국경 분쟁에 대한 보도에서 헤즈볼라의 한 사령관의 말을 인용했다. 이 사령관은 레바논 외부 작전에 활발히 참여했으며, "시오니스트 국가"와 "신의 당" 간의 전쟁은 "매우 간단하게" 해결될 것이며, "유대인들이 왔던 배를 타고 떠날 때" 해결될 것이라고 말했다.

## 조직

아흐마드 니자르 함제(Ahmad Nizar Hamzeh)의 헤즈볼라 조직도

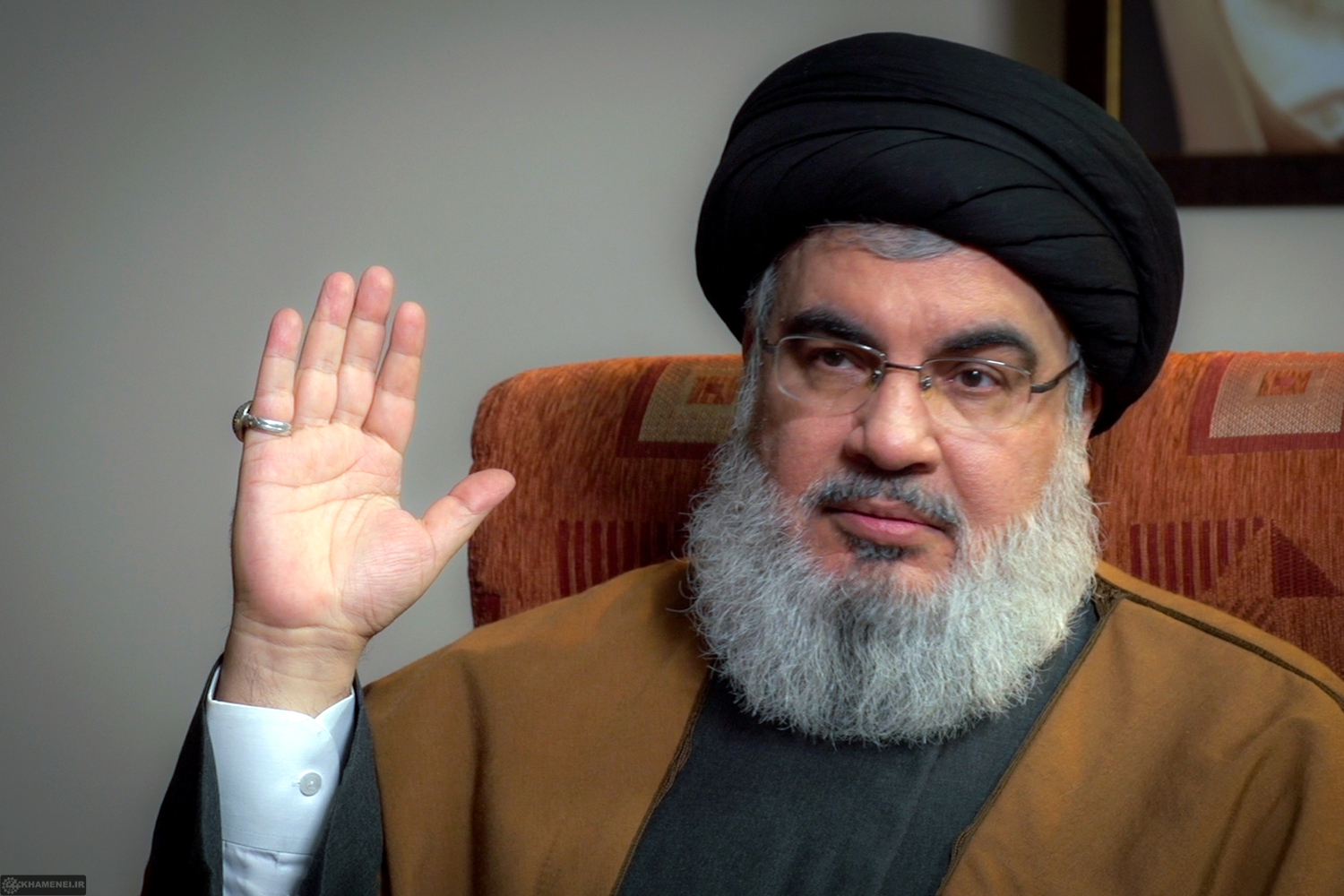
헤즈볼라의 세 번째 사무총장인 하산 나스랄라

초기에는 많은 헤즈볼라 지도자들이 이 운동이 "회원들이 카드를 소지하거나 특정 책임을 지지 않으므로 조직이 아니다"라고 주장했으며, 이 운동은 "명확하게 정의된 조직 구조"를 가지고 있지 않다고 주장했다.:41 오늘날, 헤즈볼라 학자 매그너스 란스토프에 따르면, 헤즈볼라는 실제로 공식적인 통치 구조를 가지고 있으며, 이슬람 법학자 수호 (벨라야트 알 파키) 원칙에 따라 "모든 권위와 권력을" 종교 지도자들에게 "집중"시키며, 그들의 결정은 "울라마에서 전체 공동체로" 흘러내려간다.
헤즈볼라의 최고 의사 결정 기구는 레바논 전역의 헤즈볼라 활동 전술적 결정과 감독을 책임지는 12명의 고위 성직자 위원들이 이끄는 마즐리스 알슈라(협의회)와 셰이크 무함마드 후세인 파들랄라가 이끌고 11명의 다른 성직자들로 구성되어 모든 전략적 문제를 책임지는 마즐리스 알슈라 알카라르(결정위원회)로 나뉘었다. 마즐리스 알슈라 내에는 이데올로기, 재정, 군사 및 정치, 사법, 정보 및 사회 문제와 관련된 7개의 전문 위원회가 존재했다. 또한, 마즐리스 알슈라와 이 7개 위원회는 헤즈볼라의 세 가지 주요 작전 지역(베카주, 베이루트, 남부) 각각에 복제되었다.:45
이란 최고 지도자가 궁극적인 성직 권위이기 때문에, 헤즈볼라 지도자들은 "헤즈볼라의 집단 지도부가 문제에 대해 너무 분열되어 합의에 이르지 못할 경우" 그에게 "지침과 지시를 구했다".:45 이란의 초대 최고 지도자 호메이니가 사망한 후, 헤즈볼라의 통치 기구는 더 "독립적인 역할"을 발전시켰고 이란에 덜 자주 호소했다.:45 그러나 2006년 레바논 전쟁 이후 이란은 하산 나스랄라의 권력을 제한하기 위해 헤즈볼라를 재편하고, 헤즈볼라를 "재건"하는 데 수십억 달러를 투자했다.
구조적으로 헤즈볼라는 레바논 내에서의 정치/사회 활동과 이스라엘에 대한 군사/지하드 활동을 구별하지 않는다. 헤즈볼라의 2인자인 나임 카셈에 따르면, "헤즈볼라는 단일한 지도부를 가지고 있다. 모든 정치적, 사회적, 지하드 활동은 이 지도부의 결정과 연관되어 있다. 의회 및 정부 활동을 지휘하는 동일한 지도부가 이스라엘과의 투쟁에서 지하드 활동을 이끌고 있다."
2010년 이란 의회 의장 알리 라리자니는 "이란은 레바논의 이슬람 저항 운동이 확고한 이슬람 입장을 가진 것에 자부심을 느낀다. 헤즈볼라는 이슬람 지하드의 원래 사상을 키운다"고 말했다. 그는 또한 서방이 이란을 테러 지원으로 비난했다고 비난하며, "진정한 테러리스트는 시온주의 정권에 사람들을 폭격할 군사 장비를 제공하는 자들"이라고 말했다.

### 자금 조달

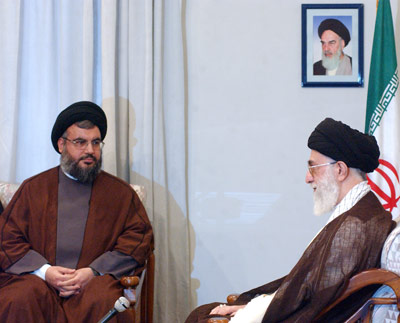
2005년 8월 테헤란에서 하산 나스랄라가 이란 최고 지도자 알리 하메네이를 방문하다.

헤즈볼라의 자금은 이란 정부, 레바논 사업 그룹, 개인, 사업가, 아프리카 다이아몬드 탐사에 관련된 레바논 디아스포라, 다른 이슬람 그룹 및 국가, 그리고 시아파 레바논인이 지불하는 세금에서 나온다. 헤즈볼라는 수입의 주원천이 자체 투자 포트폴리오와 무슬림들의 기부에서 나온다고 말한다.
서구 출처는 헤즈볼라가 재정, 훈련, 무기, 폭발물, 정치, 외교 및 조직적 지원의 대부분을 이란과 시리아로부터 받는다고 주장한다. 이란은 1983년에서 1989년 사이에 4억 달러를 기부한 것으로 알려졌다. 경제 문제 때문에 이란은 헤즈볼라가 수행하는 인도주의 활동에 대한 자금을 일시적으로 제한했다. 1980년대 후반 레바논 파운드 붕괴로 레바논에 세 자릿수 인플레이션이 발생했을 때, 영국 잡지 미들 이스트 인터내셔널은 헤즈볼라가 이란으로부터 매달 300만~500만 달러를 받고 있다고 보도했다. 이후 발표된 보고서에 따르면, 헤즈볼라는 이란으로부터 4억 달러를 받았다.
2009년, 미국 GAO 기관이 베네수엘라 정부 구성원들이 "마약 밀매 전쟁에 완전히 협력하지 않고 있다"고 비난하고 "마약 부패가 베네수엘라 장관급에 도달했다"고 주장했을 때, 당시 이스라엘 외교부의 라틴 아메리카 및 카리브해 담당이었던 도릿 샤빗은 엘 티엠포에서 과히라반도와 마르가리타섬에서 "헤즈볼라 게릴라 세포"의 존재가 최근 몇 년 동안 증가했다고 언급했다. 베네수엘라 외교부는 이러한 주장을 "터무니없는" 것이라고 일축했다.
2011년, 이란은 헤즈볼라의 라틴 아메리카 활동에 700만 달러를 책정했다. 헤즈볼라는 또한 서아프리카, 미국, 그리고 가장 중요하게는 파라과이, 아르헨티나, 브라질의 접경 지역인 삼국 국경 지대에 있는 시아파 레바논 디아스포라로부터 자금을 조달했다. 미국 사법 당국은 수백만 달러 규모의 불법 담배 밀수 자금 모금 활동과 마약 밀매 활동을 확인했다. 나스랄라는 남미 마약 거래와 헤즈볼라 간의 어떠한 연관성도 거듭 부인하며, 그러한 비난을 "선전"이자 "헤즈볼라의 이미지를 손상시키려는" 시도라고 불렀다.
2018년 현재 헤즈볼라에 대한 이란의 연간 금전적 지원은 미국 관리들에 의해 7억 달러로 추산되었다.

## 사회 서비스
헤즈볼라는 광범위한 사회 개발 프로그램을 조직하고 유지하며, 병원, 뉴스 서비스, 교육 시설을 운영하고 니카 무타를 장려한다. 그들의 설립된 기관 중 하나인 지하드 알 빈나 재건 캠페인은 레바논에서 수많은 경제 및 기반 시설 개발 프로젝트를 담당하고 있다. 헤즈볼라는 순교자 연구소(알샤히드 사회 협회)를 통제하며, 이는 전투에서 사망한 "전투원 가족"에게 수당을 지급한다. 유엔 인도주의 업무 조정국(UN Office for the Coordination of Humanitarian Affairs)의 IRIN 뉴스 보고서는 다음과 같이 언급했다.
헤즈볼라는 무장 및 정치 조직을 가지고 있을 뿐만 아니라 광범위한 사회 개발 프로그램도 자랑한다. 헤즈볼라는 현재 최소 4개의 병원, 12개의 진료소, 12개의 학교, 그리고 농민들에게 기술 지원과 교육을 제공하는 2개의 농업 센터를 운영하고 있다. 또한 환경 부서와 광범위한 사회 지원 프로그램을 가지고 있다. 의료 서비스는 전국 대부분의 사립 병원보다 저렴하며 헤즈볼라 회원에게는 무료이다.
CNN에 따르면, "헤즈볼라는 쓰레기 수거부터 병원 운영, 학교 수리까지 정부가 해야 할 모든 일을 했다." 2006년 7월, 이스라엘과의 전쟁 중에 베이루트에는 수도가 끊겼지만, 헤즈볼라는 도시 주변에 물품을 공급하고 있었다. 레바논 시아파는 "헤즈볼라를 민병대만큼이나 정치 운동이자 사회 서비스 제공자로 본다." 헤즈볼라는 또한 전투에서 부상당한 게릴라 대원들에게 헤즈볼라가 운영하는 놀이공원으로 데려가 보상을 제공한다.
따라서 헤즈볼라는 레바논 사회에 깊이 뿌리내려 있다.

## 정치 활동

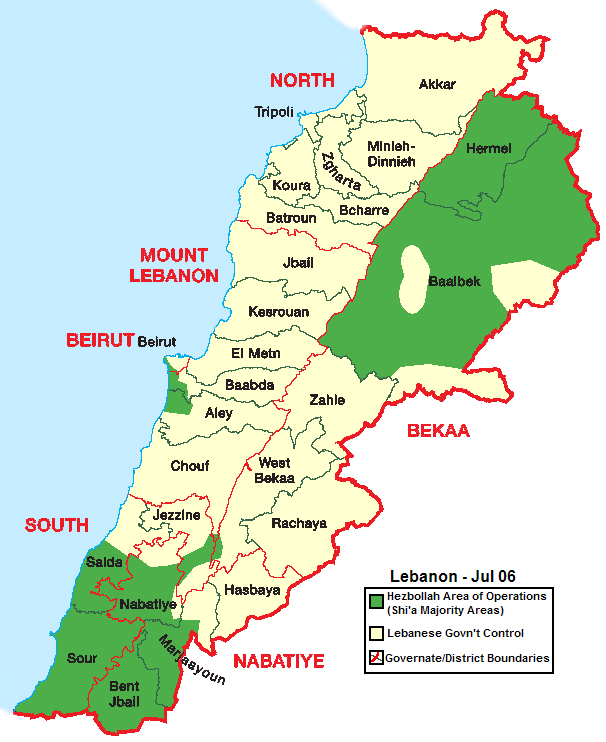
2006년 7월 헤즈볼라 통제 지역 (레바논 시아파 주요 지역의 대부분))

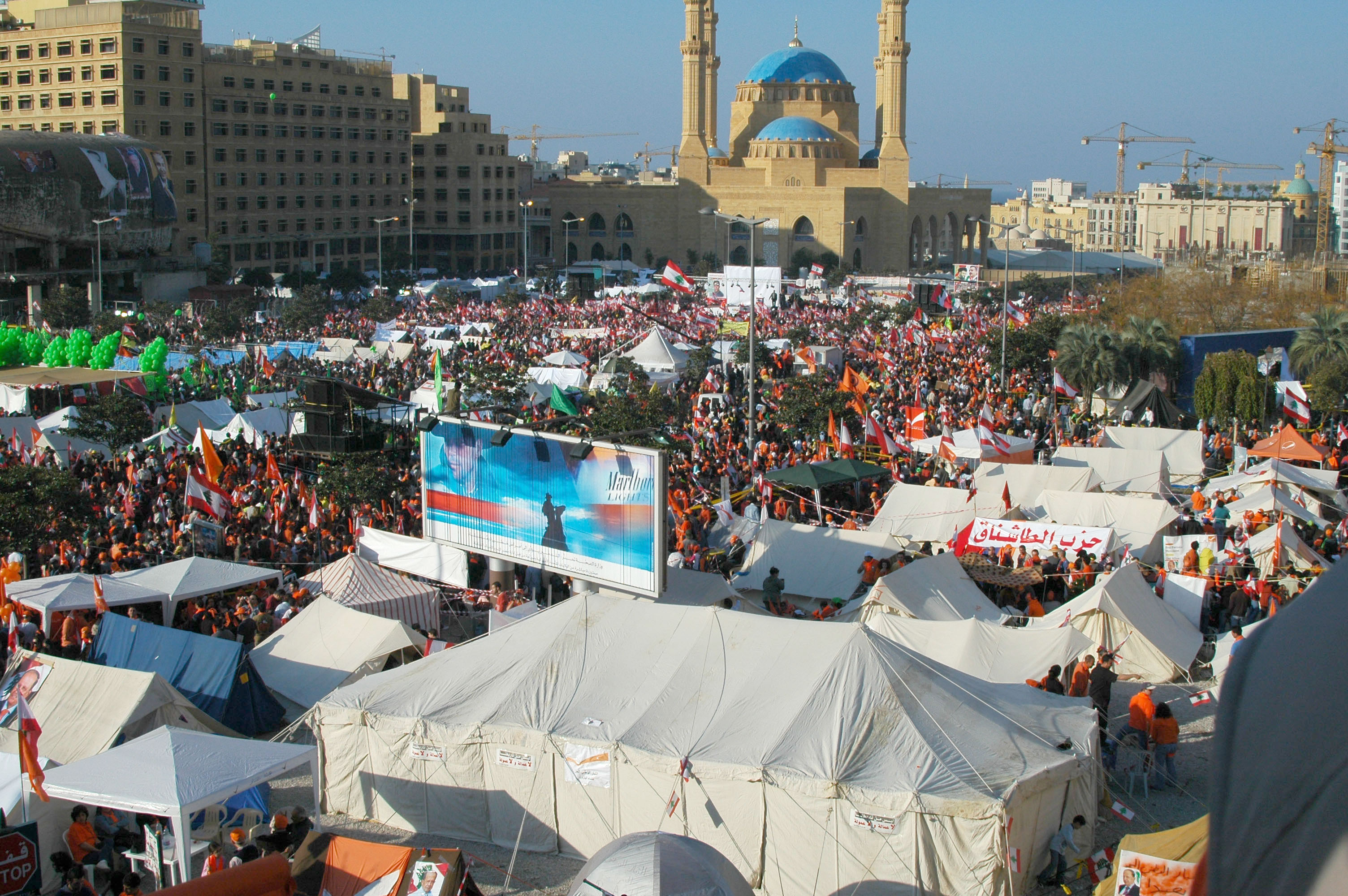
2006년 12월 베이루트 반정부 시위

헤즈볼라는 아말과 함께 시아파 무슬림을 대표하는 레바논의 두 주요 정당 중 하나이다. 아말이 주로 레바논 남부에서 지지를 받는 것과 달리, 헤즈볼라는 시아파 무슬림 인구가 많은 레바논의 세 지역 모두에서 광범위한 지지를 유지한다: 남부, 베이루트 및 그 주변 지역, 그리고 북부 베카 계곡 및 히르밀 지역.
헤즈볼라는 레바논 의회 128석 중 14석을 차지하고 있으며, 저항과 개발 블록의 일원이다. 다니엘 L. 바이먼에 따르면, 이들은 "레바논에서 가장 강력한 단일 정치 운동"이다. 헤즈볼라는 아말 운동과 함께 레바논 시아파의 대부분을 대표한다. 아말과 달리 헤즈볼라는 무장 해제하지 않았다. 헤즈볼라는 레바논 의회에 참여한다.

### 정치 동맹
헤즈볼라는 2005년 3월부터 3월 8일 동맹의 주요 정당 중 하나였다. 헤즈볼라가 2005년 새 정부에 합류했음에도 불구하고, 3월 14일 동맹에 대해 강경한 반대 입장을 유지했다. 2006년 12월 1일, 이들 단체는 푸아드 시니오라 총리 정부에 반대하는 농성과 일련의 정치 시위를 시작했다.
2006년 미셸 아운과 하산 나스랄라는 시야의 마르 미카엘 교회에서 만나 자유애국운동과 헤즈볼라 간의 양해각서를 체결하여 그들의 관계를 조직하고 헤즈볼라의 무장 해제에 대해 논의했다. 이 합의는 또한 시리아와의 정상적인 외교 관계의 중요성과 시리아에 구금된 레바논 정치범에 대한 정보 요청 및 이스라엘에 있는 모든 정치범과 디아스포라의 귀환에 대해 논의했다. 이 사건 이후 아운과 그의 정당은 3월 8일 동맹의 일부가 되었다.
2008년 5월 7일, 레바논의 17개월간의 정치적 위기가 통제 불능 상태로 치달았다. 이 싸움은 헤즈볼라의 통신망을 폐쇄하고 헤즈볼라와의 연루 의혹으로 베이루트 공항의 보안 책임자를 해임하려는 정부의 움직임으로 촉발되었다. 헤즈볼라 지도자 하산 나스랄라는 그룹의 군사 통신망을 불법으로 선언한 정부의 결정이 조직에 대한 "선전포고"라고 말하며 정부가 이를 철회할 것을 요구했다.
헤즈볼라가 이끄는 야당 전투원들은 친정부 성향의 미래운동 민병대로부터 베이루트 서부 여러 지역을 장악했으며, 거리 전투로 11명이 사망하고 30명이 부상했다. 야당이 장악한 지역은 레바논군에 인계되었다. 군은 또한 분쟁을 해결하고 헤즈볼라가 통신망을 보존하고 공항 보안 책임자를 복직시키도록 정부의 결정을 번복할 것을 약속했다.
결국, 경쟁 관계에 있는 레바논 지도자들은 2008년 5월 21일 도하 합의에 도달하여 18개월간의 정치적 불화를 종식시켰고, 이는 전투로 폭발하여 국가를 새로운 내전 직전으로 몰아갔다. 이 합의를 바탕으로 헤즈볼라와 그 야당 동맹은 사실상 레바논 의회에서 거부권을 얻었다. 분쟁이 끝난 후, 2008년 7월 11일 푸아드 시니오라가 국민 통합 정부를 구성했으며, 헤즈볼라는 1개 장관직과 30개 내각 중 11개 자리를 통제했다.
2018년 레바논 총선에서 헤즈볼라 사무총장 하산 나스랄라는 13명의 헤즈볼라 후보자 이름을 발표했다. 2018년 3월 22일, 나스랄라는 다음 의회에서 저항에 대한 충성당의 주요 우선 순위를 설명하는 성명을 발표했다. 그는 부패 척결이 저항에 대한 충성 블록의 최우선 과제가 될 것이라고 밝혔다. 이 당의 선거 슬로건은 '우리는 건설하고 보호할 것이다'였다. 결국 헤즈볼라는 12석을 얻었고, 그들의 동맹은 레바논 의회 128석 중 70석을 얻으며 선거에서 승리했다.
2024년 10월, 자유애국운동의 지도자 제브란 바실은 당이 더 이상 헤즈볼라와 동맹 관계가 아니라고 발표했다. 2025년 2월, 레바논 총리 나와프 살람은 24명의 장관으로 구성된 정부를 발표했다. 헤즈볼라는 라칸 나스레딘이 이끄는 공중 보건부와 무함마드 하이다르가 이끄는 노동부 두 곳의 포트폴리오를 통제한다. 헤즈볼라와 아말 블록은 정부에서 총 6개 포트폴리오를 통제한다.

### 미디어 활동
헤즈볼라는 위성 텔레비전 방송국인 알마나르 TV("등대")와 라디오 방송국인 알누르("빛")를 운영한다. 알마나르는 레바논 베이루트에서 방송한다. 헤즈볼라는 이란 자금의 도움을 받아 1991년 이 방송국을 설립했다. "저항의 방송국"(qanat al-muqawama)이라 자칭하는 알마나르는 헤즈볼라가 "시오니스트 적"에 대한 "심리전"이라고 부르는 것의 핵심 주역이며 아랍 세계 전체에 메시지를 전파하려는 헤즈볼라 계획의 필수적인 부분이다. 헤즈볼라는 1984년에 창간된 주간지 알 아흐드(Al Ahd)를 발행한다. 이는 조직과 공개적으로 제휴된 유일한 미디어 매체이다.
헤즈볼라의 TV 방송국 알마나르는 가자, 요르단강 서안 지구 및 이라크에서 자살 공격을 고무하도록 설계된 프로그램을 방영한다. 알마나르의 프랑스 송신은 홀로코스트 부정을 조장하므로 프랑스에서 범죄 행위로 금지되어 있다. 미국은 알마나르 TV 네트워크를 테러 조직으로 분류하고 있다. 알마나르는 2004년 12월 "특별 지정 글로벌 테러리스트 단체"로 지정되어 미국에서 금지되었다. 프랑스, 스페인, 독일에서도 금지되었다.
헤즈볼라의 미디어 활동의 한 측면은 어린이들에게 민족주의와 이슬람 원리를 심어주기 위한 자료들이다. 헤즈볼라 중앙 인터넷국은 2003년 스페셜 포스와 2007년 후속작인 스페셜 포스 2: 진실의 서약 이야기 두 가지 비디오 게임을 출시했는데 – 이 게임들에서 플레이어는 이스라엘 군인을 죽임으로써 포인트와 무기를 보상받는다. 2012년 알마나르는 헤즈볼라를 위해 돈을 모금한 8세 소년을 칭찬하는 TV 스페셜을 방영하며 다음과 같이 말했다. "커서 헤즈볼라 소속 공산주의 저항 전사가 되어 미국과 이스라엘에 맞서 싸울 것입니다. 그들을 산산조각 내서 레바논, 골란, 그리고 제가 정말 사랑하는 팔레스타인에서 몰아낼 것입니다."

## 정보기관
헤즈볼라의 정보 기관은 "세계 최고 수준"으로 불리며, 심지어 이스라엘군에도 침투했다.
레바논 정보 기관과 이란 정보 기관은 종종 헤즈볼라 정보 기관과 협력한다.
1982년 여름, 헤즈볼라의 특별 보안 기구는 현재 "나스랄라의 최고 정치 고문"인 후세인 알칼릴에 의해 창설되었으며, 헤즈볼라의 방첩 활동은 처음에는 이란의 쿠드스군이 관리했다.:238 이 조직은 1990년대에도 계속 성장했다. 2008년, 학자 칼 앤서니 베게(Carl Anthony Wege)는 "헤즈볼라가 레바논의 공식 국가 방첩 기관에 대한 완전한 지배권을 획득했으며, 이는 이제 방첩 목적으로 헤즈볼라의 자산이 되었다"고 썼다.:775 레바논 정보기관과의 긴밀한 연결은 헤즈볼라의 재정 방첩 부서를 강화하는 데 도움이 되었다.:772, 775
아흐마드 함제에 따르면, 헤즈볼라의 방첩 서비스는 "외부" 또는 "대치" 보안을 담당하는 암날무다드(Amn al-Muddad)와 조직의 무결성 및 지도자들을 보호하는 암날히즈브(Amn al-Hizb)로 나뉜다. 베게에 따르면, 암날무다드는 "이란과 아마도 러시아 FSB에서 특수 정보 훈련을 받았을 수도 있다".:773–774 이 조직에는 또한 군사 보안 부서와 레바논 외부에서 비밀리에 활동하는 외부 보안 조직(알암날카리지 또는 910부대)이 포함되어 있다.:238
성공적인 헤즈볼라 방첩 작전으로는 1994년 CIA의 외국 작전 책임자 하산 이즈딘 납치 시도 좌절, 1997년 이중 스파이 조작을 통한 안사리야 기습 유도, 그리고 2000년 모사드 요원 엘하난 타넨바움 납치가 있다.:773 2006년 헤즈볼라는 레바논 정부와 협력하여 전 대령 아딥 알알람을 이스라엘 스파이로 밝혀냈다.:774 헤즈볼라는 2006년 헤즈볼라를 위한 감시 활동으로 유죄 판결을 받은 이스라엘 방위군 중령 오마르 알헤이브를 영입했다.:776 2009년 헤즈볼라는 헤즈볼라 소유 차량에 추적 장치를 설치한 차고 주인 마르완 파키를 체포했다.:774
헤즈볼라의 방첩 기관은 전자 감시 및 도청 기술을 사용한다. 2011년까지 헤즈볼라 방첩 기관은 소프트웨어를 사용하여 휴대폰 데이터를 분석하고 스파이 활동을 감지하기 시작했다. 의심스러운 발신자는 이후 기존 감시를 받았다. 1990년대 중반 헤즈볼라는 "이스라엘 드론에서 암호화되지 않은 비디오 피드를 다운로드할 수 있었고",:777 이스라엘의 SIGINT 노력은 2000년 레바논 철수 이후 강화되었다. 이란과 러시아 FSB의 도움을 받아 헤즈볼라는 전자 방첩 능력을 증강했고, 2008년 산닌산 근처와 조직의 광섬유 네트워크에서 이스라엘의 도청 장치를 감지하는 데 성공했다.:774, 777–778

## 군사력

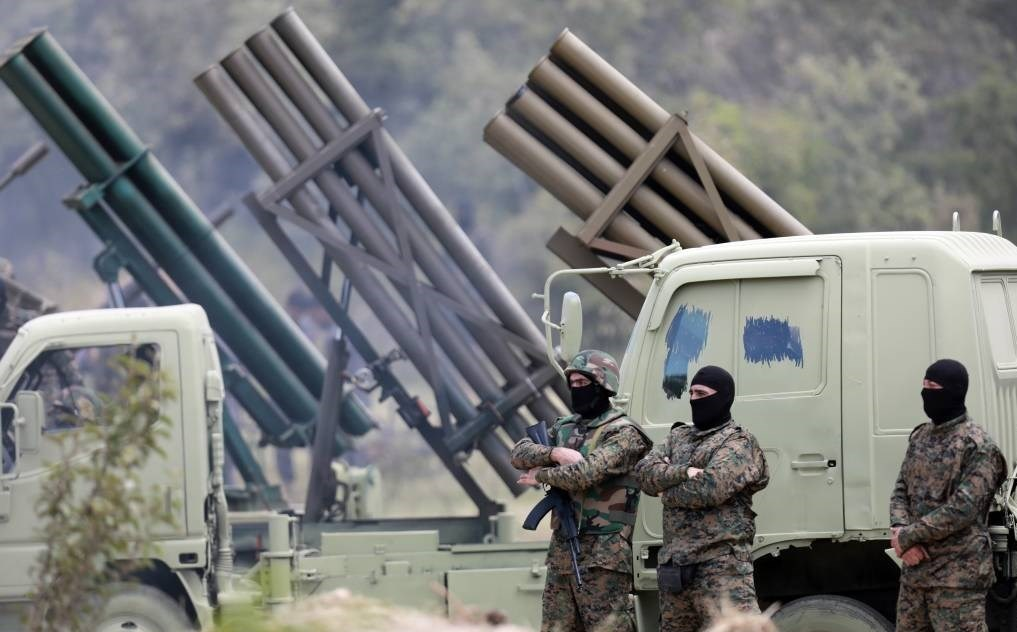
2023년 5월 레바논 남부의 헤즈볼라 전투원들

헤즈볼라는 군사력을 공개하지 않는다. 두바이에 기반을 둔 걸프 연구 센터는 2006년에 헤즈볼라의 무장 조직이 1,000명의 정규 헤즈볼라 대원과 6,000~10,000명의 자원봉사자로 구성되어 있다고 추정했다. 이란의 파르스 통신사에 따르면, 헤즈볼라는 최대 65,000명의 전투원을 보유하고 있다. 2023년 10월, 알자지라는 헤즈볼라 전문가 니콜라스 블랜포드(Nicholas Blanford)의 말을 인용하여 헤즈볼라가 상근 및 예비군을 포함하여 최소 60,000명의 전투원을 보유하고 있으며, 미사일 비축량을 2006년 14,000개에서 약 150,000개로 늘렸다고 추정했다. 이 단체는 종종 레바논군보다 군사적으로 더 강력하다고 묘사된다. 이스라엘군 사령관 구이 주르(Gui Zur)는 헤즈볼라를 "세계에서 단연코 가장 위대한 게릴라 집단"이라고 불렀다.
2010년 헤즈볼라는 45,000개의 로켓을 보유하고 있는 것으로 추정되었다. 이스라엘 방위군 참모총장 가디 아이젠코트는 헤즈볼라가 "수만 개"의 장거리 및 단거리 로켓, 드론, 첨단 컴퓨터 암호화 기능, 그리고 SA-6 대공 미사일 시스템과 같은 첨단 방어 능력을 보유하고 있다고 말했다.
헤즈볼라는 사거리 29 km (18 mi)에 15 kg (33 lb) 탄두를 장착한 카튜샤-122 로켓을 보유하고 있다. 헤즈볼라는 약 100개의 장거리 미사일을 보유하고 있다. 여기에는 이란제 파즈르-3와 파즈르-5가 포함되며, 후자는 사거리 75 km (47 mi)로 이스라엘 항구 하이파를 타격할 수 있으며, 젤잘-1은 추정 사거리 150 km (93 mi)로 텔아비브에 도달할 수 있다. 파즈르-3 미사일은 사거리 40 km (25 mi)에 45 kg (99 lb) 탄두를 장착하고 있다. 파즈르-5 미사일은 72 km (45 mi)까지 연장되며, 또한 45 kg (99 lb) 탄두를 장착한다. 헤즈볼라가 시리아로부터 공급받은 스커드 미사일을 소유하고 있다는 보도가 있었다. 시리아는 이 보도들을 부인했다.
다양한 보고서에 따르면 헤즈볼라는 대전차 미사일, 즉 러시아제 AT-3 새거, AT-4 스피곳, AT-5 스팬드렐, AT-13 색스혼-2 '메티스-M', АТ-14 스프리그간 '코넷', 이란제 라드 (AT-3 새거 버전), 토산(Towsan) (AT-5 스팬드렐 버전), 투판 (BGM-71 토우 버전), 그리고 유럽제 밀란 미사일로 무장하고 있다. 이 무기들은 IDF 군인들에게 사용되어 2006년 레바논 전쟁 중 많은 사망자를 발생시켰다. 미국 법원은 2006년 전쟁 중 조선민주주의인민공화국이 헤즈볼라에 무기를 제공했다고 밝혔다. 이란제 M47 드래곤의 변형인 사에게-2(Saeghe-2)도 소수가 전쟁에 사용되었다.
방공을 위해 헤즈볼라는 ZU-23 대공포와 휴대용 어깨 발사식 SA-7 및 SA-18 지대공 미사일 (SAM)을 포함한 대공 무기를 보유하고 있다. 헤즈볼라가 배치한 가장 효과적인 무기 중 하나는 C-802 대함 미사일이었다.
2010년, 미국 국방장관 로버트 게이츠는 헤즈볼라가 대부분의 국가보다 훨씬 더 많은 미사일과 로켓을 보유하고 있으며, 시리아와 이란이 이 조직에 무기를 공급하고 있다고 주장했다. 이스라엘 또한 시리아가 이 조직에 이러한 무기를 공급하고 있다고 주장한다. 시리아는 이러한 무기를 공급했다는 주장을 부인하며, 이러한 주장을 이스라엘의 공격 구실로 보고 있다. 미국 외교관들의 유출된 문서에 따르면, 미국은 시리아가 "레바논의 헤즈볼라에 무기를 공급하는 것"을 막기 위해 노력했지만 실패했으며, 헤즈볼라가 "2006년 이스라엘과의 전쟁 이후 엄청난 양의 무기를 비축했다"고 밝혔다. 이 무기들은 "점점 더 정교해지고 있다"고 묘사되었다. 게이츠는 또한 헤즈볼라가 화학 또는 생물학 무기를 보유하고 있을 수 있으며, 미국 선박을 위협할 수 있는 65-마일 (105 km) 대함 미사일도 보유하고 있다고 덧붙였다.
2017년 기준, 이스라엘 정부는 헤즈볼라가 레바논 국경에 거의 15만 발의 로켓을 비축하고 있다고 믿는다. 이 미사일 중 일부는 에일라트처럼 멀리 떨어진 도시까지 침투할 수 있다고 한다. IDF는 헤즈볼라가 병원, 학교, 민간 주택 아래에 이 로켓들을 저장하고 있다고 비난했다. 헤즈볼라는 이스라엘에 드론을 사용했으며, 나스랄라가 "이것은 우리 능력의 일부일 뿐"이라고 덧붙인 보고서에 의해 확인되었다.
이스라엘 군사 당국자들과 분석가들은 헤즈볼라가 시리아 내전에 수천 명의 전투원이 참여함으로써 얻었을 경험과 무기에 주목했다. 텔아비브 대학교 국방 및 전략 문제 연구소의 군사 및 전략 문제 프로그램 책임자인 가비 시보니는 "이러한 경험은 돈으로 살 수 없다"고 말했다. "이것은 우리가 다루어야 할 추가적인 요소이다. 경험을 대체할 것은 없으며, 이를 경멸해서는 안 된다."

## 군사 활동
헤즈볼라는 지하드 평의회로 알려진 군사 조직을 가지고 있으며, 그 구성 요소 중 하나는 알무카와마 알이슬라미야("이슬람 저항군")이다. 이들은 조직의 덜 알려진 여러 무장 단체들의 후원자일 가능성이 있으며, 이 중 일부는 조직 억압받는 자들의 조직, 혁명적 정의 조직, 정의 대 악의 조직, 예언자 무함마드의 추종자들과 같이 헤즈볼라 자체의 전선에 불과할 수 있다. 일부 학자들은 헤즈볼라를 저항운동으로 간주했다.
유엔 안전 보장 이사회 결의 제1559호는 레바논 내전이 끝날 때 타이프 협정에 따라 민병대의 무장 해제를 요구했다. 헤즈볼라는 이 결의에 대해 비난하고 반대했다. 2006년 이스라엘과의 군사 분쟁은 논란을 더욱 증폭시켰다. 무장 해제 실패는 결의와 합의뿐만 아니라 이후의 유엔 안전 보장 이사회 결의 제1701호에 대한 위반으로 남아 있다. 그 이후 이스라엘과 헤즈볼라 모두 이 조직의 군사력이 증강되었다고 주장했다.
2006년 8월 실시된 레바논 여론조사에 따르면 2006년 레바논 전쟁 이후 헤즈볼라가 무장 해제해야 한다고 믿지 않는 시아파 주민이 대부분이었으며, 수니파, 드루즈파, 기독교인의 대다수는 무장 해제해야 한다고 믿었다. 미셸 술레이만 대통령과 푸아드 시니오라 총리 하의 레바논 내각은 헤즈볼라가 "점령된 땅을 해방할 권리"를 누린다고 명시했다. 2009년 익명을 요구한 헤즈볼라 사령관은 "[지금] 2006년보다 훨씬 더 많은 로켓과 미사일을 보유하고 있다"고 말했다.

### 레바논 저항 여단
레바논 저항 여단(아랍어: سرايا المقاومة اللبنانية Sarāyā l-Muqāwama al-Lubnāniyya[*]), 또한 이스라엘 점령에 저항하는 레바논 여단으로도 알려진 이들은 1997년 헤즈볼라에 의해 레바논 남부의 이스라엘 점령에 맞서 싸우기 위한 다종교 (기독교, 드루즈교, 수니파, 시아파) 자원 봉사군으로 결성되었다. 2000년 이스라엘이 레바논에서 철수하면서 이 조직은 해체되었다.
2009년 저항 여단은 주로 남부 도시 시돈 출신의 수니파 지지자들로 구성되어 재활성화되었다. 2013년 후반에는 그룹의 일부 전투원들이 지역 사회와의 긴장을 악화시킨다는 주민들의 불만으로 인해 병력이 500명에서 200~250명으로 감소했다.

### 군사 활동의 시작: 남부 레바논 분쟁
헤즈볼라는 이스라엘과 여러 차례 무력 충돌에 연루되었다. 1982년–2000년 남부 레바논 분쟁 동안 헤즈볼라는 남부 레바논을 점령한 이스라엘군에 맞서 게릴라전을 벌였다. 1982년 팔레스타인 해방기구 (PLO)는 남부 레바논에 기지를 두고 레바논에서 이스라엘 북부로 카튜샤 로켓을 발사하고 있었다. 이스라엘은 PLO를 축출하기 위해 레바논을 침공했고, 헤즈볼라는 이스라엘군을 몰아내기 위해 무장 조직이 되었다. 헤즈볼라의 병력은 이란 혁명 수비대 1000~2000명의 파견과 이란의 재정 지원으로 강화되었다.
이란 성직자들, 특히 파즐롤라 마할라티(Fzlollah Mahallati)가 이 활동을 감독했다. 이 단체는 레바논 시아파 공동체의 주요 정치-군사 세력이자 이후 레바논의 이슬람 저항군으로 알려지게 된 주요 조직이 되었다. SLA의 붕괴와 헤즈볼라군의 빠른 진격으로 이스라엘은 발표된 7월 7일보다 6주 전인 2000년 5월 24일 철수했다."
헤즈볼라는 승리 퍼레이드를 개최했고 레바논에서의 인기는 상승했다. 이스라엘은 1978년 유엔 안전 보장 이사회 결의 제425호에 따라 철수했다. 헤즈볼라와 많은 분석가들은 이를 이 운동의 승리로 간주했으며, 그 이후로 레바논에서 그 인기가 높아졌다.

### 논란이 되는 공격
1982년에서 1986년 사이에 헤즈볼라의 책임으로 돌려진 많은 공격이 있었지만, 헤즈볼라는 책임을 부인했다. 헤즈볼라가 이 공격들 중 상당수가 발생했을 당시 공식적으로 존재하지 않았다는 점(1985년에 공식적으로 설립됨) 때문에 일부 학자들은 이 공격들에 헤즈볼라를 연루시키는 것에 회의적이다. 이 공격들 중 첫 번째는 1983년 미국 대사관 폭탄 테러와 1983년 베이루트 해병대 막사 폭탄 테러로, 둘 다 일부 서방 정보 기관에 의해 헤즈볼라 소행으로 지목되었다. 헤즈볼라는 대사관 폭탄 테러와 막사 폭탄 테러 모두에 대한 책임을 부인했다.
레바논 인질 위기에서 1982년에서 1992년 사이에 105명이 납치되었다. 팔레스타인 해방을 위한 이슬람 지하드 조직, 혁명적 정의 조직, 파즈르 조직, 하이바르 여단, 세계 억압자 조직 등 다양한 조직이 이 납치 사건에 대해 책임을 주장했다. 헤즈볼라는 이들을 납치한 것을 부인했지만, 그럼에도 불구하고 비난을 받았다. 최근 연구에 따르면 납치범들은 다양한 정치적 배경을 가졌으며, 종종 가족 불화나 몸값을 노리고 동기를 부여받았다고 한다.
1990년 이후, 헤즈볼라의 소행으로 지목된 테러 행위 및 시도에는 다음의 민간인 및 외교관에 대한 폭탄 테러 및 공격이 포함된다.
- 1992년 부에노스아이레스 이스라엘 대사관 공격, 아르헨티나에서 29명 사망.[223] 헤즈볼라 요원들은 연루를 자랑했다.[229]
- 1994년 아르헨티나 유대인 문화센터 폭탄 테러, 아르헨티나에서 85명 사망.[223] 헤즈볼라와 밀접한 관련이 있는 팔레스타인 단체 안사르 알라는 책임을 주장했다.[229]
- 1994년 AC 901편 공격, 파나마에서 21명 사망.[230] 헤즈볼라와 밀접한 관련이 있는 팔레스타인 단체 안사르 알라는 책임을 주장했다.[229]
- 1996년 코바르 타워 폭탄 테러, 미군 19명 사망.[231]
- 2002년, 싱가포르는 헤즈볼라가 1990년대 싱가포르 해협에서 미국 및 이스라엘 선박을 공격하려던 실패한 음모에 싱가포르인들을 모집했다고 비난했다.[232]
- 2008년 1월 15일, 베이루트에서 미국 대사관 차량 폭탄 테러.[233]
- 2009년, 이집트에서 헤즈볼라의 음모가 밝혀졌으며, 이집트 당국은 시나이반도에서 이스라엘과 이집트 목표물에 대한 공격을 계획한 49명을 체포했다.[234]
- 2012년 부르가스 버스 폭탄 테러, 불가리아에서 6명 사망. 헤즈볼라는 책임을 부인했다.[235]
- 이라크 전쟁 중 미군에 대항하는 시아파 반군 훈련.[236]

### 보스니아 전쟁 중
헤즈볼라는 보스니아 전쟁 동안 보스니아 무슬림 측에서 싸우기 위해 전투원을 제공했는데, 이는 더 광범위한 이란의 개입의 일부였다. "보스니아 무슬림 정부는 이란의 고객이었다"고 전쟁 중 사라예보에 주둔했던 CIA 요원 로버트 베어는 썼다. "CIA와 이란 중 하나를 선택해야 한다면, 그들은 언제든 이란을 선택할 것이다." 전쟁이 끝날 무렵, 여론 조사는 보스니아 무슬림의 약 86%가 이란에 대해 긍정적인 의견을 가지고 있음을 보여주었다. 이와 함께 헤즈볼라는 처음에 전쟁에서 보스니아 무슬림의 주요 적수인 보스니아 세르비아군과 싸우기 위해 150명의 전투원을 보냈다. 모든 시아파 외국 고문과 전투원은 분쟁이 끝난 후 보스니아에서 철수했다.

### 이스라엘과의 충돌

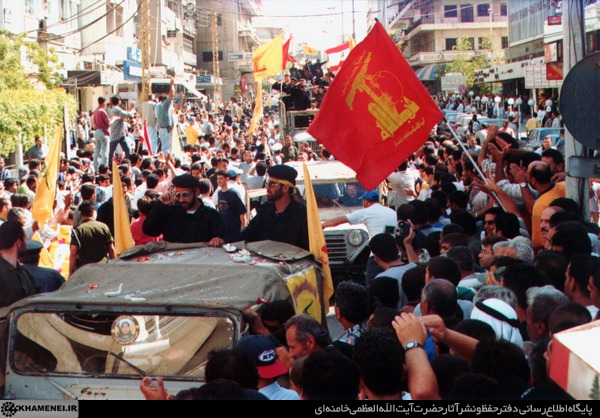
2000년 5월, 남부 레바논의 이스라엘 점령 종식 후 행진하는 헤즈볼라 대원들과 지지자들

1993년 7월 25일, 헤즈볼라가 레바논 남부에서 7명의 이스라엘 병사를 살해한 후, 이스라엘은 책임 작전을 개시했다. 레바논에서는 7일 전쟁으로 알려진 이 작전 동안 IDF는 1982년 이래 레바논 남부 목표물에 가장 강력한 포격과 공습을 감행했다. 작전의 목표는 헤즈볼라가 제기하는 위협을 근절하고 민간인들을 북쪽 베이루트로 강제 이동시켜 레바논 정부가 헤즈볼라를 억제하도록 압력을 가하는 것이었다. 전투는 교전 당사자들 간에 비공식적인 이해가 이루어지면서 종료되었다. 겉으로 보기에 1993년 합의는 헤즈볼라 전투원들이 이스라엘 북부에 로켓을 발사하지 않을 것이며, 이스라엘은 레바논의 민간인이나 민간 목표물을 공격하지 않을 것이라고 명시했다.
1996년 4월, 헤즈볼라의 이스라엘 민간인에 대한 로켓 공격이 계속되자, 이스라엘군은 레바논 남부의 헤즈볼라 기지를 섬멸하기 위한 분노의 포도 작전을 개시했다. 이스라엘 군부는 실수였다고 밝혔지만, 카나의 유엔 기지에 대한 포격으로 100명 이상의 레바논 난민이 사망했다.
수일간의 협상 끝에 양측은 1996년 4월 26일 분노의 포도 이해에 서명했다. 이스라엘과 헤즈볼라 간에 휴전이 합의되었으며, 이는 1996년 4월 27일부터 발효되었다. 양측은 민간인을 표적으로 삼아서는 안 된다는 데 동의했으며, 이는 헤즈볼라가 레바논 내 IDF 군대에 대한 군사 활동을 계속할 수 있음을 의미했다.

#### 2000년 헤즈볼라 국경 습격
2000년 10월 7일, 이스라엘 군인 3명인 아디 아비탄, 벤야민 아브라함 상병, 오마르 사와이드 상병이 골란고원과 레바논 사이의 국경을 순찰하던 중 헤즈볼라에 의해 납치되었다. 이 병사들은 공격 중 또는 그 직후에 사망했다. 이스라엘 국방부 장관 샤울 모파즈는 헤즈볼라가 병사들을 납치한 후 살해했다고 말했다. 살해된 병사들의 시신은 2004년 레바논 포로들과 교환되었다.

#### 2006년 레바논 전쟁

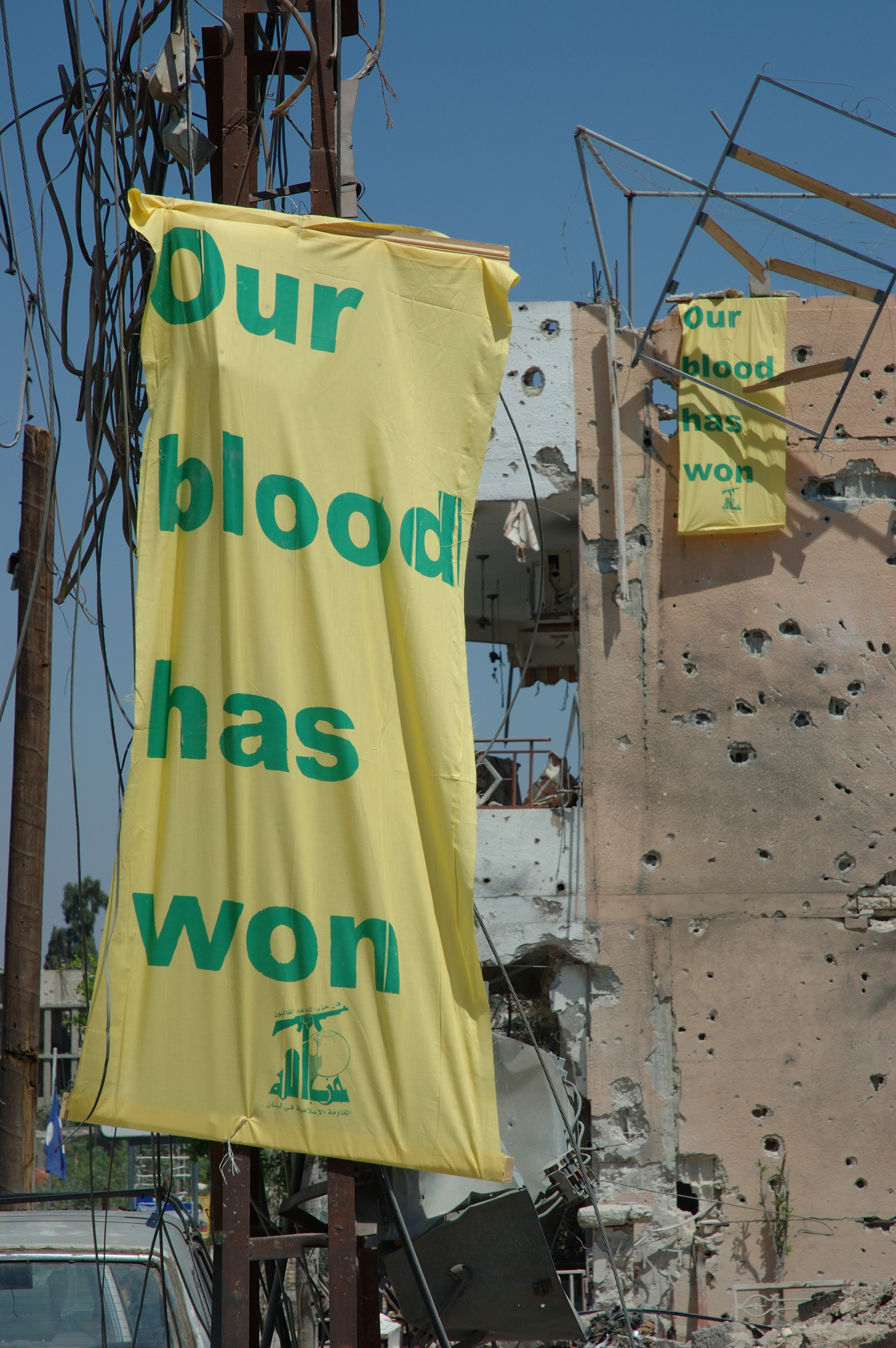
2006년 레바논 전쟁 이후 헤즈볼라 포스터

2006년 레바논 전쟁은 레바논과 이스라엘 북부에서 34일간 벌어진 군사 분쟁이었다. 주요 당사자는 헤즈볼라 준군사조직과 이스라엘군이었다. 이 분쟁은 헤즈볼라가 이스라엘군을 납치하고 살해한 국경 침범으로 촉발되었다. 이 분쟁은 2006년 7월 12일 헤즈볼라 무장 세력이 이스라엘 국경 마을에 로켓을 발사하여, 국경 울타리 이스라엘 쪽을 순찰하던 두 대의 기갑 험비에 대한 대전차 미사일 공격의 양동 작전을 벌여 3명을 살해하고 2명을 부상시키고 이스라엘 군인 2명을 납치하면서 시작되었다.
이스라엘은 헤즈볼라가 무기와 보급품을 수입하는 데 사용했다고 이스라엘이 주장한 베이루트 베이루트 라피크 하리리 국제공항을 포함한 레바논 목표물에 대한 공습과 대포 공격으로 대응했다. 이어서 공중 및 해상 봉쇄가 이어졌고, 레바논 남부에 대한 지상 침공이 뒤따랐다. 헤즈볼라는 이스라엘 북부로 더 많은 로켓을 발사하고 강화된 진지에서 유격전으로 이스라엘 방위군과 교전했다.
이 전쟁은 2006년 8월 14일까지 계속되었다. 헤즈볼라는 이스라엘 북부의 이스라엘 민간인 마을과 도시에 대해 수천 발의 카튜샤 로켓 공격을 감행했으며, 이는 이스라엘의 민간인 살해와 레바논 기반 시설 공격에 대한 보복이라고 헤즈볼라는 주장했다. 이 분쟁으로 1,191~1,300명의 레바논 시민 (전투원 포함)이 사망한 것으로 추정되며 군인을 포함한 165명의 이스라엘인이 사망했다.

#### 2010년 가스전 주장
2010년 헤즈볼라는 이스라엘 배타적 경제 수역 내 하이파 서쪽 약 50 마일 (80 km) 지점에서 노블 에너지가 발견한 달릿(Dalit) 및 타마르 가스전이 레바논 소유라고 주장하며 이스라엘에게 이들 가스전에서 가스를 추출하지 말라고 경고했다. 헤즈볼라 고위 관리들은 레바논의 천연자원을 방어하기 위해 무기를 사용하는 것을 주저하지 않을 것이라고 경고했다. 3월 14일 동맹 관계자들은 이에 대해 헤즈볼라가 무기를 유지하기 위한 또 다른 구실을 제시하는 것이라고 주장했다. 레바논 의원 앙투안 자흐라는 이 문제가 헤즈볼라 무기고의 지속적인 존재를 정당화하기 위한 "끝없는 변명 목록"에 있는 또 다른 항목이라고 말했다.

#### 2011년 이스탄불 공격
2011년 7월, 이탈리아 신문 코리에레 델라 세라는 미국 및 튀르키예 소식통을 인용하여 2011년 5월 이스탄불에서 튀르키예 민간인 8명에게 부상을 입힌 폭탄 테러의 배후에 헤즈볼라가 있다고 보도했다. 이 보고서는 이 공격이 주터키 이스라엘 영사 모셰 킴치에 대한 암살 시도였다고 밝혔다. 튀르키예 정보 소식통은 이 보고서를 부인하며 "이스라엘은 다른 신문들을 이용하여 허위 정보를 유포하는 습관이 있다"고 말했다.

#### 2012년 키프로스 계획 공격
2012년 7월, 키프로스 경찰은 이스라엘 관광객에 대한 공격 계획과 관련하여 레바논 남성을 테러법 위반 혐의로 구금했다. 보안 관리들에 따르면, 이 남성은 키프로스에서 헤즈볼라를 위해 공격을 계획하고 있었고, 심문 후 이를 시인했다. 경찰은 이스라엘 정보기관의 긴급 메시지로 인해 이 남성에 대해 경고를 받았다. 이 레바논 남성은 이스라엘 목표물의 사진을 소지하고 있었고, 키프로스를 오가는 이스라엘 항공사에 대한 정보를 가지고 있었으며, 비행기나 관광 버스를 폭파할 계획이었다. 이스라엘 총리 베냐민 네타냐후는 이란이 이 레바논 남성의 공격 계획을 지원했다고 밝혔다.

#### 2012년 부르가스 공격
2012년 불가리아에서 이스라엘 시민을 대상으로 한 2012년 부르가스 버스 폭탄 테러에 대한 조사 결과, 불가리아 정부는 레바논 무장 단체 헤즈볼라가 이 공격을 감행했다고 공식적으로 비난했다. 5명의 이스라엘 시민, 불가리아 버스 운전사, 그리고 폭탄 테러범이 사망했다. 이 폭탄은 이스라엘 관광객들이 공항에서 호텔로 가는 버스에 탑승할 때 폭발했다.
츠베탄 츠베타노프 불가리아 내무부 장관은 용의자 2명이 헤즈볼라 무장조직원이며, 이들이 6월 28일 불가리아에 입국하여 7월 18일까지 머물렀다고 보고했다. 이스라엘은 이미 이 공격에 대해 헤즈볼라를 의심하고 있었다. 이스라엘 총리 베냐민 네타냐후는 이 보고서를 "우리가 이미 알고 있는 것, 즉 헤즈볼라와 그 이란 후원자들이 전 세계와 대륙을 넘나드는 테러 캠페인을 조율하고 있다는 것을 더욱 뒷받침한다"고 말했다. 네타냐후는 불가리아 공격이 헤즈볼라와 이란이 계획하고 실행한 많은 공격 중 하나일 뿐이며, 여기에는 태국, 케냐, 튀르키예, 인도, 아제르바이잔, 키프로스, 조지아에서의 공격이 포함된다고 말했다.
존 브레넌 중앙정보국 국장은 "불가리아의 조사는 헤즈볼라가 무엇인지를 드러낸다. 즉, 무고한 남성, 여성, 어린이를 무모하게 공격할 의사가 있고, 유럽뿐만 아니라 전 세계에 실질적이고 증가하는 위협을 가하는 테러 단체"라고 말했다. 불가리아 조사의 결과는 이스라엘이 유럽 연합에 헤즈볼라를 테러 조직으로 지정하도록 청원하고 있는 시기에 나왔다.

#### 2015년 셰바팜스 사건
2015년 1월 18일 시리아 남부 쿠네이트라에서 헤즈볼라와 이란 장교들로 구성된 군용 호송대 공격에 대한 대응으로, 헤즈볼라는 1월 28일 셰바팜스에서 이스라엘군 호송대에 대전차 미사일을 발사하여 매복 공격을 감행했다. 이 공격으로 이스라엘 군인 2명이 사망하고 7명이 부상했다고 이스라엘군이 확인했다.

#### 2023년–현재 이스라엘-헤즈볼라 분쟁
2023년 10월 8일, 헤즈볼라는 가자 전쟁 중 이스라엘 점령 셰바팜스 진지에 유도 로켓과 포탄을 발사했다. 이스라엘은 드론 공격과 골란고원-레바논 국경 근처 헤즈볼라 진지에 대한 포격으로 보복했다. 이 공격은 헤즈볼라가 이스라엘에 대한 하마스 공격에 지지와 찬사를 표명한 후에 발생했다. 이 충돌은 2006년 레바논 전쟁 이후 양국 간의 가장 큰 확전이었다.
2024년 11월, 이스라엘과 헤즈볼라는 13개월간의 분쟁을 끝내기 위해 휴전 협정을 체결했다. 협정에 따라 헤즈볼라는 레바논 남부에서 무장 병력 주둔을 종료하는 데 60일이 주어졌고, 이스라엘군은 같은 기간 동안 이 지역에서 철수해야 했다. 2024년 12월, 시리아의 아사드 바트주의 정권 붕괴는 이스라엘의 군사 행동으로 이미 약화된 레바논 동맹국 헤즈볼라에 또 다른 타격을 주었다.
2025년 3월 31일, 레바논군과 UNIFIL 병력이 리타니강 근처 동부 자오타르에 있는 헤즈볼라의 주요 무기 및 저장 캠프에 진입하면서 중요한 사건이 발생했다. 이곳은 헤즈볼라의 레바논 남부에서 가장 크고 전략적인 시설 중 하나이다. 이 조치는 최근 키리야트 슈모나(Kiryat Shmona)를 향한 로켓 발사 의혹 속에서 긴장이 고조되고 이스라엘이 군사 작전을 재개하겠다는 위협에 따른 것이다. 합동군은 헤즈볼라 차량을 수색하여 빈 미사일 발사대를 발견했다고 보도되었다. 헤즈볼라가 이 작전에 동의했는지는 불분명하다. 이 조치는 리타니 남부의 불법 단체를 무장 해제하고 이 지역에서 군대의 주둔을 강화할 것을 요구하는 유엔 결의 1701호를 이행하기 위한 노력의 일환으로 간주된다.

### 라피크 하리리 암살 사건
2005년 2월 14일, 레바논 전 총리 라피크 하리리는 베이루트에서 그의 차량 행렬이 길가 폭탄에 맞으면서 21명과 함께 살해되었다. 그는 1992년–1998년과 2000년–2004년 동안 총리를 역임했다. 2009년 유엔 특별 재판소는 하리리 살해 사건을 조사하면서 헤즈볼라가 살인에 연루되었다는 증거를 발견했다고 보도했다.
2010년 8월, 유엔 재판소가 일부 헤즈볼라 요원들을 기소할 것이라는 통보에 대한 반응으로 하산 나스랄라는 이스라엘이 1993년부터 하리리를 암살하여 시리아를 레바논에서 철수시키도록 정치적 혼란을 야기하고 암살 후 [레바논에서] 반시리아 분위기를 영속화하려 했다고 말했다. 그는 1996년 헤즈볼라가 이스라엘을 위해 일하는 아흐메드 나스랄라(하산 나스랄라와 무관)라는 요원을 체포했으며, 그가 하리리의 보안팀에 연락하여 헤즈볼라가 그의 목숨을 노리고 있다는 확실한 증거가 있다고 말했다고 주장했다. 하리리는 이후 헤즈볼라에 연락하여 상황을 알렸다. 사드 하리리는 유엔이 이러한 주장을 조사해야 한다고 응답했다.
2011년 6월 30일, 하리리 사망 사건을 조사하기 위해 설립된 레바논 특별 재판소는 무스타파 바드레딘을 포함한 헤즈볼라 고위 간부 4명에 대해 체포영장을 발부했다. 7월 3일, 하산 나스랄라는 기소를 거부하고 재판소를 당에 대한 음모라고 비난하며, 지명된 사람들은 어떤 상황에서도 체포되지 않을 것이라고 맹세했다.
2020년 8월 18일, 레바논 특별 재판소는 헤즈볼라 고위 간부 살림 아야시(Salim Ayyash)에게 폭발물을 이용한 계획적인 하리리 살인 등 5개 혐의에 대해 궐석 유죄 판결을 내렸다.

### 시리아 내전 개입
헤즈볼라는 아사드 가문이 이끄는 시리아 바트주의 정권의 오랜 동맹이었다. 헤즈볼라는 시리아 내전 동안 시리아 반군과의 전투에서 시리아 정부를 도왔으며, 시리아 반군을 이스라엘에 대항하는 알아사드와의 동맹을 파괴하려는 시온주의 음모라고 묘사했다. 제네베 압도는 헤즈볼라가 시리아 전쟁에서 알아사드를 지지한 것이 "2006년 전투에서 이스라엘을 격파하여 수니파들 사이에서 지지를 받던" 단체에서 "엄격히 시아파 준군사조직"으로 "변모"시켰다고 평가했다. 헤즈볼라는 또한 이라크 레반트 이슬람국에 맞서 싸웠다.
2012년 8월, 미국은 헤즈볼라의 전쟁 개입 혐의로 헤즈볼라에 대한 제재를 가했다. 나스랄라 사무총장은 헤즈볼라가 시리아 정부를 위해 싸웠다는 사실을 부인하며, 2012년 10월 12일 연설에서 "시리아 야당은 처음부터 헤즈볼라가 3,000명의 전투원을 시리아로 보냈다고 언론에 말했지만, 우리는 이를 부인해왔다"고 밝혔다. 그러나 레바논 데일리 스타 신문에 따르면, 나스랄라는 같은 연설에서 헤즈볼라 전투원들이 시리아 정부가 "레바논 시민권을 가진 시아파 주민들이 거주하는 전략적 요충지 23개 마을을 통제하도록" 도왔다고 말했다. 나스랄라는 헤즈볼라 전투원들이 시리아에서 "지하드 의무"를 수행하다 사망했다고 말했다.
2012년 헤즈볼라 전사들은 레바논 국경을 넘어 시리아 알쿠사이르구의 8개 마을을 점령했다. 2013년 2월 16~17일, 시리아 반대 단체들은 헤즈볼라가 시리아군의 지원을 받아 자유 시리아군 (FSA)이 통제하는 인근 수니파 마을 3곳을 공격했다고 주장했다. FSA 대변인은 "헤즈볼라의 침공은 조직, 계획, 시리아 정권 공군과의 조율 측면에서 전례 없는 것"이라고 말했다. 헤즈볼라는 "자위적 행동"을 한 레바논 시아파 3명이 FSA와의 충돌에서 사망했다고 말했다. 레바논 보안 소식통은 사망한 3명은 헤즈볼라 대원이라고 밝혔다. 이에 대응하여 FSA는 2월 21일 시리아와 레바논의 헤즈볼라 진지 두 곳을 공격했다고 주장했다. 닷새 후, FSA는 헤즈볼라 전투원과 시리아 장교들을 레바논으로 수송하던 차량 행렬을 파괴하여 모든 탑승자가 사망했다고 밝혔다.
2013년 1월, 헤즈볼라로 향하는 SA-17 대공 미사일을 실은 무기 수송대가 이스라엘 공군에 의해 파괴된 것으로 알려졌다. 근처 화학 무기 연구 센터도 손상되었다. 같은 해 5월에도 헤즈볼라로 향하는 무기에 대한 유사한 공격이 발생했다.
3월 14일 동맹 지도자들과 다른 저명한 레바논 인사들은 헤즈볼라에게 시리아 개입을 중단할 것을 촉구하며, 이는 레바논을 위험에 빠뜨리고 있다고 말했다. 헤즈볼라의 전 지도자 숩히 알투파일리는 "헤즈볼라는 자국민을 살해하고 팔레스타인 방어를 위해 단 한 발도 발사한 적 없는 범죄 정권을 방어해서는 안 된다"고 말했다. 그는 "시리아에서 어린이들을 살해하고 사람들을 테러하고 가옥을 파괴하는 헤즈볼라 전투원들은 지옥에 갈 것"이라고 말했다.
바알베크-헤르멜의 시아파 및 수니파 지도자 단체인 협의회는 헤즈볼라에게 시리아에 "간섭하지 말라"고 촉구했다. 그들은 "시리아 국민에 대한 전선을 열고 레바논을 시리아 국민과의 전쟁으로 끌어들이는 것은 매우 위험하며 양국 관계에 부정적인 영향을 미칠 것"이라고 말했다. 왈리드 줌블라트, 진보사회당 지도자 역시 헤즈볼라에게 개입 중단을 촉구했으며 "헤즈볼라가 이란의 명령에 따라 시리아 내에서 싸우고 있다"고 주장했다.

## 같이 보기
- 레바논의 정치
- 헤즈볼라의 시리아 내전 관여